# 유광사
유광사(柳光司, 1942년 11월 22일 ~ )는 대한민국의 의사이다. 1991년부터 1995년까지 서울특별시의원을 역임하였다.. 유광사는 모교인 고려대학교에 30억원을 기부하였으며 이를 기념해 고려대학교 의과대학측은 본관 대강당의 명칭을 유광사홀로 하였다.

## 가족
1969년 5월 17일에 박윤원의원의 딸 박경순과 결혼해 1남1녀를 둠

## 상훈
- 국민훈장 목련장
- 국민훈장 동백장
- 21세기 대한민국을 빛낸 한국인물 대상
- 자랑스러운 고대인

## 선거 이력
- 1991년 대한민국 지방선거 강서구 제3선거구 서울시의원 민주자유당 후보로 당선(개표 결과 불명)
- 대한민국 제15대 국회의원 선거 강서구 갑 신한국당 후보로 낙선